# Somera sumatrana
Somera sumatrana är en fjärilsart som beskrevs av Alexander Schintlmeister. Somera sumatrana ingår i släktet Somera och familjen tandspinnare. Inga underarter finns listade i Catalogue of Life.